# Membran
En membran er en tynd, typisk flad struktur eller materiale (folie, film eller porøs plade), som deler to miljøer. Fordi den er placeret mellem 2 miljøer eller faser og har et endeligt rumfang, bliver den også mere kaldt en mellemfase end en grænseflade. Membraner fungerer som selektive eller kontrollerende overfor stoftransport (eller hindring af samme) mellem faser eller miljøer.
- Semipermeabel membran
- Osmotisk membran
- Membranfilter
- Cellemembran